# ماسکاراکه
ماسکاراکه (به اسپانیایی: Mascaraque) یک شهرستان در اسپانیا است که در استان تولدو واقع شده‌است.

## خصوصیات
ماسکاراکه ۶۵ کیلومترمربع مساحت و ۵۵۰ نفر جمعیت دارد و ۷۱۴ متر بالاتر از سطح دریا واقع شده‌است.